# آروکا، ترینیداد و توباگو

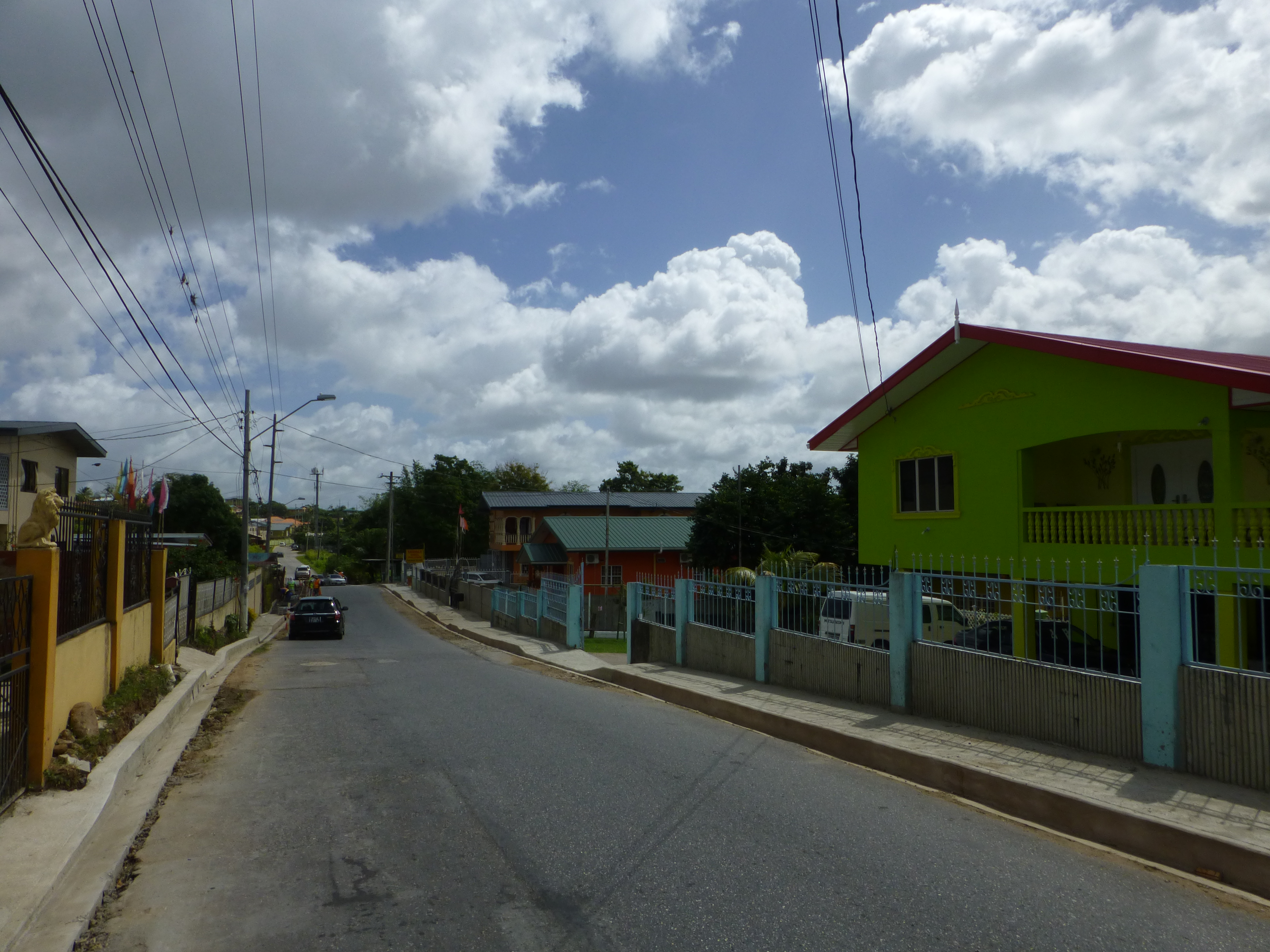
آروکا، ترینیداد

آروکا، ترینیداد و توباگو (به انگلیسی: Arouca) شهری در کشور ترینیداد و توباگو، استان توآپونا-پیارکو است که جمعیت آن در سرشماری سال ۲۰۰۵ میلادی ۱۲٫۰۵۴ نفر بوده‌است.